# Blue Café
Blue Café ist eine polnische Pop-Band mit Elementen von Acid Jazz, Funk, Soul und Latin-Rhythmen aus Łódź. Sie wurden 2003 bei den MTV Europe Music Awards in der Kategorie Bester polnischer Act nominiert. International bekannt wurde die Band 2004 mit dem Lied „Love Song“, dem polnischen Beitrag zum Eurovision Song Contest 2004.

## Geschichte
Die erste Single der Band „Español“ wurde im August 2001 veröffentlicht, die aber nicht sehr erfolgreich war. Ein Jahr später wurde das Lied „Kochamy siebie...“ veröffentlicht, das ein großer Hit wurde, und das Debütalbum Fanaberia lenkte Zuhörer und Kritiker auf sich. Im selben Jahr gewann die Band durch das Lied den Fryderyk in der Kategorie „Debüt des Jahres“. 2003 nahm die Band am polnischen Vorentscheid zum Eurovision Song Contest 2003 mit dem Lied „You May Be in Love“ teil. Es gewann die polnische Band Ich Troje mit dem Lied „Keine Grenzen – Żadnych Granic“, das im Finale des Eurovision Song Contest 2003 in Riga den 7. Platz erreichte. Das Lied „You May Be in Love“ erreichte nur den dritten Platz im Vorentscheid, das der Band jedoch nationalen Erfolg brachte. Im selben Jahr bekam das Album Fanaberia die Platin-Schallplatte zertifiziert. 2003 veröffentlichte die Band ihr zweites Studioalbum Demi-sec, das in Polen Platz 3 erreichte. Das Album enthält das Lied „Love Song“, womit die Gruppe am polnischen Vorentscheid zum Eurovision Song Contest 2004 teilnahm. Dieses Mal gewann die Band mit über 60.000 Stimmen. Im Finale in Istanbul erreichte das Lied mit 27 Punkten den 17. Platz. 2005 tourte die Band auch im Ausland.
Im Herbst 2006 veröffentlichte die Band ihr erstes Studioalbum (Ovosho) mit neuer Sängerin (Dominika Gawęda). Es erhielt eine Woche nach der Veröffentlichung die Goldene Schallplatte zertifiziert. Das vierte Album Four Seasons wurde im Frühjahr 2008 veröffentlicht. Dieses erreichte in den polnischen Albumcharts Platz 4. Im Mai 2011 erschien das fünfte Studioalbum DaDa, das Platz 7 in Polen erreichte. Das Album bekam die Goldene Schallplatte zertifiziert. Die Singleauskopplung Buena erreichte in den polnischen Airplay Charts Platz 1, in der sie sich vier Wochen gehalten hat.

## Diskografie

### Alben
| Jahr | Titel        | Höchstplatzierung, Gesamtwochen, AuszeichnungChartsChartplatzierungen (Jahr, Titel, Platzierungen, Wochen, Auszeichnungen, Anmerkungen) | Anmerkungen                                                 |
| Jahr | Titel        | PL | Anmerkungen                                                 |
| ---- | ------------ | --- | ----------------------------------------------------------- |
| 2002 | Fanaberia    | PL3 Platin · (12 Wo.)PL | Erstveröffentlichung: 2002 Verkäufe: + 70.000               |
| 2003 | Demi-sec     | PL3 Gold · (21 Wo.)PL | Erstveröffentlichung: 2003 Verkäufe: + 35.000               |
| 2006 | Ovosho       | PL10 Gold · (8 Wo.)PL | Erstveröffentlichung: 29. September 2006 Verkäufe: + 15.000 |
| 2008 | Four Seasons | PL4 (17 Wo.)PL | Erstveröffentlichung: 14. April 2008                        |
| 2011 | DaDa         | PL7 Platin · (25 Wo.)PL | Erstveröffentlichung: 10. Mai 2011 Verkäufe: + 30.000       |

### Singles
| Jahr | Titel Album | Höchstplatzierung, Gesamtwochen, AuszeichnungChartsChartplatzierungen (Jahr, Titel, Album, Platzierungen, Wochen, Auszeichnungen, Anmerkungen) | Anmerkungen                               |
| Jahr | Titel Album | PL | Anmerkungen                               |
| ---- | ----------- | --- | ----------------------------------------- |
| 2011 | Buena DaDa  | PL1 (10 Wo.)PL | Erstveröffentlichung: 2011 feat. Daro Dee |

Weitere Singles
- 2001: Español (Fanaberia)
- 2002: Łap mnie (bejbe Fanaberia)
- 2012: I’ll Be Waiting (Fanaberia)
- 2012: Kochamy siebie (Fanaberia)
- 2003: You May Be in Love (Fanaberia)
- 2003: Do nieba, do piekła (Demi-sec)
- 2004: Love Song (Demi-sec; polnischer Beitrag zum ESC 2004)
- 2004: Złość (Demi-sec)
- 2006: Baby, Baby (Ovosho)
- 2006: My Road (Ovosho)
- 2007: Another Girl (Ovosho)
- 2007: Amsterdam (Ovosho)
- 2008: Czas nie będzie czekał (Four Seasons)
- 2008: Niewiele mam (Four Seasons)
- 2008: Girl in Red (Four Seasons)
- 2011: DaDa (DaDa)
- 2011: Noheo (DaDa)
- 2018: Reflection (PL: Gold)

### Auszeichnungen für Musikverkäufe
Anmerkung: Auszeichnungen in Ländern aus den Charttabellen bzw. Chartboxen sind in ebendiesen zu finden.
| Land/RegionAuszeichnungen für Musikverkäufe (Land/Region, Auszeichnungen, Verkäufe, Quellen) | Gold     | Platin     | Verkäufe | Quellen |
| -------------------------------------------------------------------------------------------- | -------- | ---------- | -------- | ------- |
| Polen (ZPAV)                                                                                 | 3× Gold3 | 2× Platin2 | 160.000  | olis.pl |
| Insgesamt                                                                                    | 3× Gold3 | 2× Platin2 |          |         |

### Künstlerauszeichnungen
| Tabellarische Übersicht der Auszeichnungen und Nominierungen | Tabellarische Übersicht der Auszeichnungen und Nominierungen | Tabellarische Übersicht der Auszeichnungen und Nominierungen | Tabellarische Übersicht der Auszeichnungen und Nominierungen | Tabellarische Übersicht der Auszeichnungen und Nominierungen |
| Jahr                                                         | Auszeichnung                                                 | Für                                                          | Kategorie                                                    | Resultat                                                     |
| ------------------------------------------------------------ | ------------------------------------------------------------ | ------------------------------------------------------------ | ------------------------------------------------------------ | ------------------------------------------------------------ |
| 2001                                                         | Fryderyk                                                     | Blue Café                                                    | Nowa Twarz Fonografii                                        | Gewonnen                                                     |
| 2003                                                         | MTV Europe Music Awards                                      | Blue Café                                                    | Bester polnische Act                                         | Nominiert                                                    |